# Il malcontento
Il malcontento (The Malcontent) è un'opera teatrale in lingua inglese composta nel 1603 dal drammaturgo e satirista britannico John Marston.
Fu uno dei maggiori successi di quest'autore dell'età di Giacomo I ed è ampiamente considerato come uno degli spettacoli più significativi del Rinascimento inglese, intorno al quale si è sedimentato un articolato corpus di ricerche accademiche e di edizioni critiche.

## Trama
La corte del duca Pietro di Genova è in fermento a causa dei discorsi di un nuovo e misterioso ospite, di nome Malevole. Quando non sta nella sua camera a suonare musiche stonate, Malevole trascorre il suo tempo a criticare apertamente la corte e i suoi cortigiani, rifiutando fermamente di piegarsi a qualsiasi tipo di adulazione. Destando l'ira di molti, guadagna anche un abbraccio da Pietro, che lo ringrazia per aver donato una luce positiva al suo spirito che gli permise di comprendere le debolezze oggetto delle altrui adulazioni. Malevole rivela al nuovo amico fidato che la di lui moglie Aurelia aveva avuto una relazione con Mendoza, il protégé adottato da Pietro come suo erede. Malevole incita ulteriormente Pietro ad agire contro una coppia rea di adulterio incestuoso.
Mentre Pietro si precipita furioso da Mendoza, Malevole incontra l'amico Celso al quale rivela di essere Altofronto, il duca di Genova deposto al termine di un colpo di Stato orchestrato da Mendoza per conto di Pietro, reso potente attraverso un'alleanza politica con Firenze che fu consolidata dal suo matrimonio con Aurelia. Forte dello spionaggio di Celso, Malevole apprese i punti di forza e di debolezza - e anche quelli più reconditi - dei suoi nemici, vivendo alla corte dell'usurpatore fino a quando si presenta il momento opportuno per colpire. Mentre Malevole si reca a Genova, sua moglie Maria viene richiusa in prigione, aspettando fedelmente il suo ritorno.
Nel frattempo, Pietro si confronta con Mendoza, accusandolo di tradimento e adulterio. Sebbene Pietro minacci di ucciderlo, Mendoza, consapevole che Aurelia era stata infedele non solo nei suoi confronti, ma anche del cortigiano Ferneze, sposta l'attenzione del Duca, rivelando il tradimento di quest'ultimo. Convince il Duca a entrare nelle camere di Aurelia per verificare di persona: se Ferneze si fosse trovato nel palazzo e avesse tentato di fuggire, ciò sarebbe stata la prova provata del loro adulterio. Il piano di Mendoza funziona quasi alla perfezione, ma a sua insaputa Ferneze riesce a fuggire ferito, scampando alla morte. Ferneze chiede aiuto e protezione a Altofronto, incontrando il supporto dell'ex duca.
Successivamente, Mendoza e Aurelia ordiscono un complotto per uccidere Pietro, con Aurelia che promette di usare la sua influenza su Firenze per ottenergli la nomina a Duca di Genova, dopo la morte del marito. Mendoza si avvicina a Malevole per portare a termine l'omicidio di Pietro, mentre questi è impegnato in una battuta di caccia. Malevole accetta l'incarico e regala a Mendoza due scatole, rispettivamente contenenti un gas letale e un gas soporifero con un effetto di dodici ore. Mendoza confessa a Malevole tutto il piano, colpito dalla sua apparente disponibilità ad aiutarlo. Dopo aver ucciso Pietro e assicurato il ducato nelle mani di Aurelia, avrebbe reso di pubblico dominio le infedeltà di costei, facendola allontanare dal regno: l'esilio di Aurelia avrebbe permesso a Mendoza di prendere in moglie Maria, consolidando le sue pretese su Genova. Per tramite di Celso, Malevole è al corrente che Maria, ancora fedele, non fa parte dei piani di Mendoza.
Per far risultare più credibili le proprie affermazioni circa l'infedeltà di Aurelia e prevenire qualsiasi conseguenza nefasta per la morte di Pietro, Mendoza suggerisce a Malevole di produrre un falso testimone disposto a dichiarare di aver visto gettarsi in mare il marito di Aurelia, amareggiato per i tradimenti coniugali.
Malevole trova Pietro e lo informa di quello che Mendoza si appresta a fare contro di lui. Lo aiuta a travestirsi da eremita e lo esorta a essere lui stesso il falso testimone che avrebbe dovuto dichiarare la morte di Pietro. L'amico segue il suo consiglio fa altrettanto, lamentandosi dei ripetuti tradimenti di Aurelia. Dopo aver udito la sua testimonianza, Mendoza condanna immediatamente Aurelia all'esilio, ordinando a Malevole di concordare data e modalità del suo matrimonio con Maria. Inoltre, dispone che sia Malevole ad assassinare il travestito Pietro, ordinando nello stesso tempo a Pietro di uccidere Malevole. Successivamente, il duo incontra Aurelia fuori da Genova, afflitta dai tormenti per l'apparente morte di Pietro e per averlo tradito. Malevole consiglia di perdonarla, sull'esempio di molti grandi uomini vittime di adulterio, da Artù a Ercole. Pietro acconsente. Maria dimostra la sua fedeltà allorché rifiuta la proposta di matrimonio di Mendoza avanzata in cambio della sua ricchezza, rispondendo che il suo promesso sposo era Altofronto, a prescindere da qualsiasi altra condizione materiale.
Riconoscendo che l'unica figura rimasta in grado di sfidare il suo potere è Altofronto, Mendoza usa la scatola letale che gli è stata data da Malevole per avvelenarlo. La scatola è in realtà vuota e Altofronto finge di morire. Allora, Mendoza accusa Maria dell'omicidio dell'eremita, il travestimento di Pietro, e la donna risponde che avrebbe abbracciato volentieri la morte piuttosto che sposare usurpatore vivente.
Mendoza organizza un sontuoso ballo in maschera per celebrare la sua ascesa al potere. All'evento sono presenti tutte le sue presunte vittime. Ad un orario prestabilito, Altofronto, Pietro e Ferneze rivelano tutti la loro identità, portando alla luce i piani di Mendoza. Altofronto si riappropria del trono ducale e del legittimo titolo. Mendoza, implora che gli sia risparmiata la sua vita e ottiene la clemenza e di essere esiliato, mentre Pietro e Aurelia si riconciliano l'uno con l'altra.

## Personaggi
- Giovanni Altofronto/Malevole - il malcontento duca di Genova, rimasto a corte dopo la deposizione come un personaggio mascherato col nome di Malevole;
- Pietro Jacomo - duca di Genova, usurpatore di Altofronto;
- Mendoza - figlio adottivo e protetto di Pietro, eletto come suo erede, in una relazione con Aurelia,
- Aurelia - moglie di Pietro, duchessa di Genova,
- Ferneze - altro cortigiano spasimante di Aurelia;
- Celso - amico fidato di Altofronto e spia a corte;
- Maria - moglie di Altofronto, rinchiusa in prigione;
- Maquerelle - dama di compagnia di Aurelia
- Bilioso - un vecchio sceriffo;
- Prepasso -  un gentiluomo usciere;
- Ferrardo - un lacchè di Pietro;
- Equato e Guerrino - due cortigiani;
- Emilia e Bianca - due servitrici di Aurelia;
- Pasarello - il giullare[non chiaro] di Bilioso.

## Origini

### Composizione e stampa
La commedia andò in scena per la prima volta nel 1603 a cura dei Children of the Queen's Revels, una delle compagnie teatrali maschili attive nell'elisabettiano Blackfriars Theatre. 
Negli anni successivi, lo spettacolo fu rappresentato al Globe Theatre di Londra e divenne parte del repertorio dei King's Men, la compagnia per adulti con la quale collaborava anche William Shakespeare. La nuova produzione aveva una sezione induttiva iniziale. Essa presentava inoltre diverse nuove scene, probabilmente attribuibili allo stesso Marston. Le aggiunte potrebbero essersi rese necessarie perché la commedia originale era rivolta ad un pubblico giovanile che generalmente gradiva dei significativi intermezzi musicali, in assenza dei quali la durata complessiva sarebbe risultata eccessivamente breve per le attese di un uditorio adulto.
Dopo essere stata iscritta nel Stationers' Register il 5 luglio 1604, l'opera fu pubblicata come un libro in quarto durante tre passaggi, gli ultimi due dei quali riportavano le integrazioni di Webster e le scene aggiunte da Marston in appendice al testo originale. Tali tre testi della prima edizione furono stampati da Valentine Simmers (fl. 1585–1622) per conto del libraio londinese William Aspley (m. 1640), appartenente al consorzio di editori che diede alle stampe anche il First folio e il Second folio delle opere shakespeariane. Il terzo e ultimo quarto della relativa trilogia teatrale fu pubblicato nel 1604, a coronamento di un lavoro biennale.
La pagina del titolo del terzo quarto di The Malcontent era stata successivamente chiamata QC.
Esso differiva radicalmente dal primo e dal secondo dei tre quarti, poiché presentava per la prima volta una sezione introduttiva intitolata The Induction to the Malcontent, ascritta a John Webster.
L'induzione era un elemento scenico comune nelle opere del maestro di Stratford-on-Avon quali La bisbetica domata (pubblicato fra il 1591 e il 1593) e Sogno di una notte di mezza estate (pubblicato nel biennio 1595-1596), che era già divenuta tipica del teatro rinascimentale inglese, rinvenibile anche nel genere tragico del teatro edificante elisabettiano, ad esempio nell'Amleto (1599-1601) e nell'opera La tragedia spagnola (scritta da Thomas Kyd fra il 1882 e il 1892).

## Commento
Il Malcontento racconta la storia del duca deposto Altofronte, che adotta l'alter ego di Malevole, un parassita scontento, tentando di riguadagnare il ducato perduto. Malevole è un personaggio satirico arrabbiato, che attacca la corruzione e la decadenza della corte in cui vive. Rimane opinabile in quale misura l'opera sia riferibile a Giacomo I e all'immoralità dei suoi cortigiani, qualora si tenga conto del fatto che il contenuto della satira è sufficientemente anonimo e generico da potersi adattare a qualsiasi corte dell'epoca. Ciononostante, The Malcontent e altre opere teatrali successive furono lette da alcuni contemporanei di Marston come una satira sferzante mossa nei confronti dei nuovi cortigiani scozzesi, falsi e corrotti.
Sebbene Marston nell'introduzione ammonisca di aver «commesso degli errori sotto alcuni aspetti, come nell'aver assunto [nel ruolo di personaggio] un duca di Genova e nell'aver introdotto nomi diversi da quelli [propri] delle famiglie di tale città», alcuni studiosi ritengono che Marston intendesse che la Genova presentata in The Malcontent fosse un'accurata rappresentazione storica della città attuale. In particolare, Domenico Lovascio ha affermato che la rapida successione di leader nella commedia è il riflesso realistico di una città che dal punto di vista storico era politicamente instabile, piena di corruzione, intrighi e tradimenti.
Anticipando l'Antonio e Cleopatra di Shakespeare (1607-1608), la tecnica dell'induzione adottava la tecnica del metateatro, durante la quale gli attori e il pubblico presente sul palco interagiscono commentando la rappresentazione in essere e il senso amaro della sua satira. Mentre gli attori Richard Burbage, John Lowin e Henry Condell interpretano sé stessi, William Sly appare come un giovane frequentatore di teatro e John Sinklo appare come "Doomsday", suo cugino. Il gentiluomo di corte chiede a Condell come la compagnia King's Men sia riuscita a montare una commedia del Blackfriar e Condell risponde: «Perché Malevole non [dovrebbe stare] in folio con noi, come Jeronimo [è] in un [foglio] sestodecimo con loro?». Con queste parole, Condell suggeriva che i ragazzi avevano plagiato un'opera della compagnia (in confronto a un foglio sestodecimo), probabilmente La tragedia spagnola di Thomas Kyd, e quindi il Malcontent rappresentato al teatro Blackfriar adattandolo alla dimensione del loro folio.
Il personaggio di Malevole viene spesso considerato come un precursore del canone dell'arte drammatica della prima modernità, in particolare del Jaques di Come vi piace di Shakespeare, che con l'Amleto condivide l'elemento triplice della melanconia, dell'inganno e della vendetta. Questi personaggi sono caratterizzati da un'ampia libertà di parola e da una cinica malinconia.

## Rappresentazioni e adattamenti
Le rappresentazioni continuarono fino al XVIII secolo, attraversando l'età della Restaurazione. Con l'unica eccezione dell'Olympic Theatre di Londra nel 1850, la commedia non fu più recitata per più di un secolo, finché non fu portata nuovamente in scena nel '64 all'Università di Southampton e poi nel '68 all'Università di Oxford.
Un allestimento con attori professionisti ebbe luogo nel '73 a cura di Jonathan Miller, il quale ispirò le produzioni studentesche del Teatro ADC di Università di Cambridge nell'83 (eseguita in abiti moderni), e nel 1998 al Dipartimento di Inglese dell'Università di Boston. Nel 2002, la Royal Shakespeare Company realizzò una rappresentazione con attori professionisti (che vedeva Sir Antony Sher nel ruolo di Malevole), alla quale seguirono la versione dell'American Shakespeare Center nel 2010 e quella del White Bear Theatre all'interno del progetto Lost Classics, nel 2011. Il 3 aprile 2014, Caitlin Mcleod diresse i Globe Young Players, una compagnia di venti elementi di età compresa fra i 12 ai 16 anni) al Sam Wanamaker Playhouse adiacente al Shakespeare's Globe Theatre di Londra.